# Зефир и Флора (балет)
«Зефир и Флора» — одноактный анакреонтический балет, придуманный и поставленный балетмейстером Шарлем Дидло. Балет относится к так называемым балетам действия (ballet d’action) с превалированием сюжета над пластикой, находящейся в подчинении у сюжета.
Легенда о счастливой любви Зефира и Флоры вдохновляла и художников, и скульпторов, и поэтов, и музыкантов; существуют опера П.Враницкого с тем же названием; балет «Пробуждение Флоры» Риккардо Дриго (поставлен в Петербурге, хореография Мариуса Петипа и Льва Иванова, 1894, Петергофский дворцовый театр, затем Мариинский театр, балет реконструирован в 2007 году там же); существует ещё балет с таким же названием «Зефир и Флора»: композитор В. А. Дукельский, постановщик балетмейстер Л. Ф. Мясин, «Русский балет Дягилева», 1925.

## История создания балета
Этот балет впервые был задуман Шарлем Дидло в 1795 году в Лионе, когда он ставил балет «Метаморфоза» (Lа métamorphose), на сборную музыку, посвященный его педагогу Жану д’Обервалю и ставший основой и предтечей балета «Зефир и Флора». Однако осуществить задуманный спектакль в Лионе не удалось из-за небольших размеров сцены и несовершенства театральной техники. Для постановки Шарлю Дидло требовались специальные театральные машины с превращениями, полетами, бьющими фонтанами и прочими чудесами техники конца 18 столетия, чего в Лионском театре не оказалось. Но в следующем 1796 году балетмейстер, спасаясь от якобинцев, уехал в Лондон, а там у него появились возможности для осуществления задуманного представления.
Впервые балет «Зефир и Флора» прошёл на сцене лондонского Королевского театра 7 июля 1796 на музыку композитора Ч. Босси (Cesare Bossi). В основных партиях сам балетмейстер и его жена: Зефир — Карл Дидло, Флора — Роза Дидло.
Этот балет играл особую роль в творчестве Дидло. Он постоянно возвращался к нему в новых постановках, изменял, совершенствовал, вводил новых персонажей — на музыку разных композиторов под разными названиями: «Зефир и Флора», «Флора и Зефир», «Ветреник Зефир, наказанный и удержанный, или Свадьба Флоры» (или «Зефир непостоянный, наказанный и прощённый, или Свадьба Флоры»). Дидло ставил свой балет на разных сценах Европы, в том числе в Петербурге, и в дальнейшем балет возобновлялся многими хореографами.

Есть ещё одна особенность этого балета, которую необходимо отметить. Некоторые историки балета считают, что именно в нём впервые балерина встала на пуанты, на кончики пальцев ног. В частности Ю. А. Бахрушин пишет: 
«Женский классический танец в этот период достиг большого расцвета. Решающим моментом в этом отношении было появление „положения на пальцах“. Эту позу ввел Дидло, и первой танцовщицей, исполнившей её, была, вероятно, Данилова в балете „Зефир и Флора“ в 1808 году (все первые изображения стояния на пальцах относятся именно к спектаклю „Зефир и Флора“»
 В подтверждении этого Ю. Бахрушин приводит слова французского историка балета Кастиль-Блаза по поводу спектакля «Зефир и Флора», поставленного Дидло в Париже в 1815 году: «Мы узнаем из газет, что старшая мадемуазель Госслен [Geneviève Gosselin] в течение нескольких мгновений стояла на пальцах, sur les pointes des pieds — вещь доселе невиданная». Вероятно, танцовщицы того периода пытались приподняться на кончики пальцев ещё в мягких танцевальных туфлях, и балетные пуанты с жёстким носком появились уже позднее. Тем не менее, балет «Зефир и Флора» тесно связан с зарождением пальцевой техники.

## Действующие лица
Список действующих лиц приведен по постановке 1804 года в Эрмитажном театре, Петербург (в некоторых постановках упоминаемы и другие персонажи):
- Зефир
- Флора
- Амур
- Венера
- Бахус
- Гименей
- Грации
- Клеониса
- Аминта
- Эригона
- Цефиса
- Сатир
- Селен
- Фавн
- Вакханка
- Амуры. Зефиры. Наяды. Тритоны. Сатиры. Нимфы.

## Сюжет
Главные персонажи Зефир, бог легкого весеннего ветра, хотя порой и развивающегося до бурь, и Флора, покровительница растений и плодов, нимфа цветов и весны, — влюблены друг в друга. Но Зефир уж слишком непостоянен и беспечен: то неожиданно исчезнет, то так же неожиданно появится вновь, то встретит красавиц-нимф и, забыв обо всем на свете, начнет танцевать с ними — а те готовы ответить на ухаживания легкого и непринужденного красавца… Но строгий Амур решил сам взяться за дело и навести порядок в их отношениях, объяснив Зефиру несостоятельность и аморальность его отношения к любимой. Всё заканчивается хорошо: ветреник Зефир всё осознал и повел Флору к Гименею. Особое значение в постановке Дидло отвел сценическим эффектам: распускающийся розовый куст, неожиданно на глазах зрителей превращающийся во взлетающее облако, летящие нимфы и божества, бьющий фонтан, водопад у храма Венеры… Всё это придавало представлению зрелищность в дополнение к красивому танцу.

## Постановки
- 7 июля 1796 — Театр Её Величества, Лондон, композитор Ч. Босси, художник Липаротти; Зефир — Шарль Дидло, Флора — Роза Дидло.
- 1804 — Эрмитажный театр, Санкт-Петербург, Россия, художник Корсини; Зефир — К. Дидло, Флора — Р. Дидло
- 1808 — Эрмитажный театр, Санкт-Петербург, композитор К.Кавос; Зефир — Дюпор, Флора — Данилова (Ю.Бахрушин назвал первым появлением балерины на пуантах[6])
- 7 апреля 1812 — Ковент-Гарден, Лондон, музыка А.Венюа; балетмейстер К. Дидло
- 12 декабря 1815 — Гранд-Опера, Париж; музыка А.Венюа, художники П. Л. Сисери и Марш, балетмейстер К. Дидло; Зефир — Альбер, Флора — Госселен-старшая (Дидло получил разрешение на постановку при содействии бывшего в то время в Париже великого князя Константина Павловича; одно из представлений посетили находившиеся тогда в Париже союзные монархи и Людовик XVIII лично выразил своё удивление и восхищение великому хореографу[2]; также упоминание французской критикой о вставании балерины на пуанты[6])
- 1817 — Театр на Моховой (Москва), перенос постановки Шарля Дидло А. П. Глушковским с добавлением второго акта на музыку А.Венюа[3]; Флора — Т. И. Глушковская
- 2 января 1818 — Эрмитажный театр, Петербург; художники С. П. Кондратьев и К. Бабини; новая редакция, балетмейстер Ш.Дидло
- 18 января 1828 — Большой Каменный театр, Петербург; музыка Кавоса, новая редакция, балетмейстер К. Дидло; Флора — Истомина
- 1829 — Большой театр, Москва, на музыку композиторов К. А. Кавоса и Н. Е. Кубишты (Флора — Ф. Гюллень-Сор)
- 3 июля 1830 — Ковент-Гарден, Лондон; возобновление по хореографии Ш. Дидло, балетмейстер Ф. Тальони; Флора — М. Тальони. Именно тогда впервые Мария Тальони вышла на сцену в новом виде обуви — тапочках-пуантах[8].
- 19 апреля 1841 — Большой Каменный театр, Петербург; возобновление; музыка Кавоса и Ванюа, балетмейстеры А. Титюс и Кузмина; Зефир — Э. Гредлю, Флора — Андреева 2-я

В 1820—1830-х годах постановки балета возобновлялись в других русских городах — Орле, Харькове, Курске, Киеве.